# La Dorada (ort i Colombia, Caldas, lat 5,45, long -74,66)
La Dorada är en ort i Colombia.   Den ligger i departementet Caldas, i den centrala delen av landet, 110 km nordväst om huvudstaden Bogotá. La Dorada ligger 176 meter över havet och antalet invånare är 81 950.
Terrängen runt La Dorada är platt åt nordväst, men åt sydost är den kuperad. Runt La Dorada är det ganska glesbefolkat, med 40 invånare per kvadratkilometer. La Dorada är det största samhället i trakten. Omgivningarna runt La Dorada är en mosaik av jordbruksmark och naturlig växtlighet.